# العوامل الخمس لخلل العمل الجماعي
العوامل الخمس لخلل العمل الجماعي هو كتاب في مجال الأعمال التجارية من تأليف المتحدث والمستشار باتريك لينسيوني. حيث يصف الصعوبات التي تواجه فريق العمل عند العمل سوياً. كما يتطرق الكتاب لأسباب الأساسية لفشل السيايات التنظيمية لفرق العمل. وكما هو الحال مع كتب لينسيوني السابقة، فقد نجح في نسج قصة ممتعة ومُشوّقة تحمل رسالة مؤثرة — على الرغم من بساطتها البادية — إلى كل قائد يكافح من أجل تكوين فريق عمل فذ. وقد ظهر هذا الكتاب على قوائم أفضل الكتب الأمريكية مبيعا بما في ذلك: نيو يورك تايمز، مجلة بيزنس ويك، وال ستريت جورنال والولايات المتحدة الأمريكية اليوم.
كما يصف القضايا المتعلقة بالرياضات التي تعتمد على العمل الجماعي.

## ملخص
وفقاً لما ورد في الكتاب الاختلالات الخمسة هي:
- غياب الثقة.
- الخوف من النزاع - تصنع الانسجام وموافقة الرأي لتجنب المناقشات.
- عدم الالتزام.
- تجنب المسائلة - التملص من المسؤولية وتحميلها زملاء العمل.
- إهمال النتائج - التركيز على النجاحات الشخصية، تقديم النجاح الشخصي على نجاح الفريق.